# Universitat Erasme de Rotterdam
La Universitat Erasme de Rotterdam (en neerlandès: Erasmus-Universiteit Rotterdam) és una universitat dels Països Baixos, situada a Rotterdam. Rep el nom de l'humanista del segle xv Erasme de Rotterdam. Té un pressupost (2011) de 542 milions d'euros, uns 21.000 alumnes i 473 professors.
Aquesta universitat té set facultats.
- Facultat de Medicina i Ciències de la Salut i Institut de Política i Gestió de la Salut (iBMG)
- Escola Erasme d'Economia i Escola Universitària Rotterdam de Gestió (Management)
- Escola Erasme de Lleis i Facultat de Ciències Socials
- Escola Erasme d'Història, Cultura i Comunicació, Facultat de Ciències Socials i Facultat de Filosofia

La Universitat Erasme es concentra en els camps de la gestió, organització i política dels sectors públic i privat i d'altra banda en els camps de la salut i les malalties.
La Universitat Erasme de Rotterdam existeix en la seva forma actual des de 1973. Tanmateix, la seva història arrenca del 1913, l'any en el qual es va fundar L'Escola de Comerç dels Països Baixos (Nederlandsche Handels-Hoogeschool o NHH).
Els programes de la seva escola de negocis compten amb una triple acreditació, a càrrec dels organismes AMBA, EQUIS i AACSB.